# 維納斯 (加利福尼亞州)
維納斯（英語：Venus）是位於美國加利福尼亞州聖貝納迪諾縣的一個非建制地區。該地的面積和人口皆未知。

## 地理
維納斯的座標為35°14′54″N 116°47′42″W / 35.24833°N 116.79500°W，而該地的平均海拔高度為86米（即282英尺）。